# كارلوس ألبرتو بيريز كويفاس
كارلوس ألبرتو بيريز كويفاس هو سياسي مكسيكي، ولد في 24 مارس 1974 في سيوداد نيزاهوال كويوتل في المكسيك. نشط حزبياً في حزب العمل الوطني. وقد انتخب عضو مجلس النواب المكسيك ‏.